# Bernard Lama
Pour les articles homonymes, voir Lama.
Bernard Lama, né le 7 avril 1963 à Saint-Symphorien (Indre-et-Loire), est un footballeur international français évoluant au poste de gardien de but.
Formé à l'USL Montjoly en Guyane et rapidement repéré par le Lille OSC, il rejoint la métropole à sa majorité. Barré à Lille par le titulaire indiscutable Philippe Bergeroo, il est prêté successivement au SC Abbeville puis au RCFC Besançon, clubs de Ligue 2. De retour au LOSC et malgré ses bonnes performances, il n'est pas conservé. Il signe pour le FC Metz où il poursuit son éclosion avant de rejoindre le Brest Armorique puis le RC Lens. 
Bernard Lama connaît l'apogée de sa carrière au Paris Saint-Germain avec lequel il remporte notamment la Coupe de France en 1993, le Championnat de France en 1994, la Coupe de la Ligue en 1995 et la Coupe d'Europe des Vainqueurs de Coupe en 1996. Il quitte le club parisien pour une saison en Angleterre, à West Ham avant de revenir au Paris Saint-Germain. Il termine sa carrière professionnelle au Stade rennais.
Lama intègre l'équipe de France en 1993. Il garde les buts lors du France-Bulgarie de novembre 1993 qui élimine les Bleus pour la participation à la Coupe du monde 1994. Il s'impose ensuite sous l'ère d'Aimé Jacquet et se révèle au monde entier lors de l'Euro 1996. À la suite d'une blessure et d'une suspension pour consommation de cannabis, il perd sa place au profit de Fabien Barthez. Il remporte la Coupe du monde 1998 et le Championnat d'Europe des Nations en 2000.

## Biographie
Bernard Lama né à Saint-Symphorien en 1963, est le fils d'Edmard Maurice Lama (1930-2007), chirurgien et descendant du premier esclave affranchi de Guyane et de Yolande Saint-Julien (1932), descendante de Pierre Joseph François Bosquet et de la Famille de Rodat. Bernard Lama passe son enfance et son adolescence en Guyane où son père sera maire de Remire-Montjoly pendant 36 ans.

## Carrière de joueur

### Jeunes années (1975-1982)
Passionné de football, il s’entraîne d’abord sur les plages et acquiert, les pieds dans le sable et les mains nues, une détente et une technique inédites. C’est en rejoignant l’USL Montjoly en 1975 qu’il commence à se faire connaître et rêve de devenir joueur professionnel malgré les réticences de son père. Lors de la saison 1980-1981, il se fait remarquer par un dirigeant du Lille OSC lors d'un match avec la sélection cadette de Guyane mais doit attendre avril 1981, date de ses 18 ans, pour accepter la proposition du club nordiste sans être obligé d'avoir la bénédiction de son père. Il joue avec les juniors des Dogues en 1981-1982.

### Débuts difficiles en métropole (1982-1986)

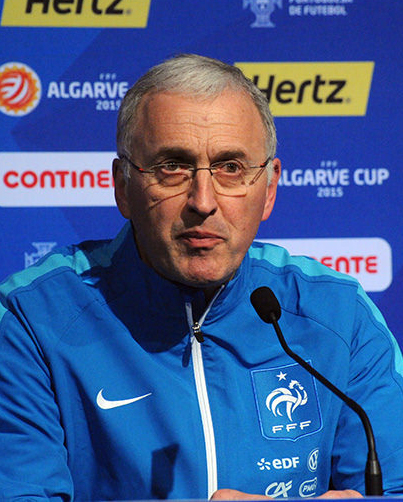
Bernard Lama est barré par Philippe Bergerôo dans les buts lillois.

Bernard Lama a d'abord du mal à s'intégrer à cause de l'éloignement de sa famille et du froid. Il réussit à s'accrocher mais sans parvenir à découvrir le haut niveau français, barré par le titulaire indiscutable Philippe Bergerôo et sa doublure Jean-Pierre Mottet. Après avoir joué avec les juniors, la direction lilloise décide de prêter Bernard afin qu'il s'aguerrisse et l'envoie à Abbeville en D2 où jouent notamment Ladislas Lozano et Ibrahima Ba Eusebio. S'il est bien accueilli dans sa nouvelle équipe, il ne réussit pas à s'imposer du fait de la présence de Jean-Pierre Robert, gardien international amateur qui n’apprécie pas la venue de Lama et de ce fait Bernard Lama joue en division d'honneur.
Après sa mauvaise expérience abbevilloise, il est de nouveau prêté en seconde division pour la saison 1983-1984, à Besançon où joue notamment Joël Germain, Christian Bracconi, Dragan Cvetkovic, Pierre Bianconi, Louardi Badjika et Gilles Salou et entrainé par Paul Orsatti qui lui fait confiance en lui donnant sa chance de découvrir le monde professionnel. Il réalise quelques bonnes prestations tout en accumulant 23 matchs de championnat, plus cinq en coupe de France, où le club franc-comtois finit au quatorzième rang du groupe A, à un point du premier relégable.
Après sa bonne saison franc-comtoise Bernard fait son retour à Lille et signe un contrat professionnel, devenant la doublure de Mottet. Malheureusement il ne joue aucune rencontre avec l'équipe première de toute la saison 1984-1985 avec quelques blessures et sans apprécier les méthodes d'entraînement de l'entraîneur belge, Georges Heylens. C'est comme spectateur qu'il voit ses coéquipiers obtenir le maintien avec la quinzième place acquise en championnat, à deux points du 18e, et surtout atteindre les demi-finales de la coupe de France qu'ils perdent 2-1 score cumulé contre Monaco, futur vainqueur de l'épreuve. Pour la saison 1985-1986, à 22 ans, il foule enfin les pelouses de première division en jouant deux matchs et prend part à la dixième position acquise par le LOSC, trois points devant le 18e.

### Révélation au Lille OSC (1986-1989)
Pendant l'été 1986 Lama réclame à ses dirigeants une place de titulaire du fait que Bastia et Toulon lui proposent de devenir leur numéro un. Le LOSC ne lui promet rien et refusent catégoriquement de le céder à une autre équipe. Lors d'un match amical contre l'Algérie, il effectue une grosse performance et met la pression sur sa direction. Même si Mottet est présent au sein de l'effectif lillois depuis quelque temps, c'est lui qui part pour Toulon. Pour son premier exercice de D1 complet, Lama cumule 29 rencontres. Bon dans ses buts, il est encore naïf et pas toujours concentré pendant 90 minutes. Les Dogues vivent une saison 1986-1987 encore délicate puisqu'ils n'assurent leur maintien qu'en finissant que quatorzième, à trois points du 18e. Les nordistes font un bien meilleur parcours en coupe de France en atteignant les quarts de finale perdus 4-3 score cumulé contre Bordeaux, futur vainqueur de la compétition.
Pour la saison 1987-1988, le natif de Saint-Symphorien progresse tout en devenant le capitaine de Lille et réussit même à classer sa défense comme la sixième meilleure de l'élite avec 39 buts d'encaissés. Le LOSC effectue pratiquement la même année que la précédente avec une onzième position en D1 et un nouveau quart de finale en coupe de France perdu contre l'OGC Nice sur le score cumulé de 4-0. En 1988-1989, Lama reste régulier tout en reclassant pour la seconde année consécutive son équipe au sixième rang du classement des meilleures défenses de l'élite avec 38 buts d'encaissés ex aequo avec l'AS Monaco. Les Dogues font un championnat correct avec une huitième position. Lors du dernier match, il se paye le luxe d'inscrire un but sur pénalty face au Stade lavallois pour une victoire de 8-0.

### FC Metz (1989-1990)
Arrivé en fin de contrat, il n'est pas conservé par la direction du LOSC. Il ne reçoit pas de nombreuses propositions, sauf du Havre et de Metz, et opte pour l'équipe lorraine. En débarquant chez les Grenats, il retrouve un entraîneur belge en la personne d'Henri Depireux et, comme avec Heylens, ses méthodes ne convainquent pas l'ancien Dogue. Néanmoins il apprécie sa rencontre avec Jean Nicolay, l'entraîneur des gardiens, grâce à qui il progresse. La première partie du championnat 1989-1990 est laborieuse au point que Depireux se fait limoger au mois de décembre 1989 au profit de Joël Muller. Avec le nouvel entraîneur, la phase retour est bien meilleure et amène le FCM à valider son maintien en terminant quatorzième, à trois points du 18e tout en finissant avec la cinquième meilleure défense de la D1 avec 36 buts d'encaissés. Pendant cette année-là, Bernard est l'auteur de bonnes prestations et devient un des joueurs préférés du stade Saint-Symphorien. Lama est prêt à rester une seconde année en Moselle mais, financièrement, il ne trouve pas d'accord avec les dirigeants des Grenats.

### Passage au Brest Armorique (1990-1991)
Cherchant à rebondir, il a quelques touches au Portugal et en Écosse mais son souhait est de rester en France, alors lorsqu'il reçoit l'offre du Brest Armorique il s'empresse de l'accepter. En Bretagne, il vit une année 1990-1991 avec des résultats en dents de scie et une onzième place finale, à cinq points du 18e. Lama ne manque aucune journée de tout l'exercice, encaisse 46 buts et termine en tête du classement du Stop Goal de TF1. Mais la saison est gâchée par la relégation administrative en D2 à la suite du déficit budgétaire du club brestois. Il trouve une consolation en signant un pré-contrat avec le Paris Saint-Germain dans la perspective de remplacer Joël Bats à l'issue de la saison 1991-1992 lorsque ce dernier prendra sa retraite,.

### RC Lens (1991-1992)
En attendant la passation de pouvoir, il retrouve le Nord de la France et évolue cette fois-ci sous les couleurs du RC Lens, qui vient d'accéder au haut niveau français. L'ancien messin réalise un bon championnat, au point qu'au mois de mai 1992, il reçoit une offre de l'Olympique de Marseille pour être second gardien. Le promu lensois se comporte bien en finissant huitième à cinq points d'une qualification européenne, tout en ayant la troisième meilleure défense de l'élite avec trente buts d'encaissés derrière celles de Marseille et du PSG. Pendant son année avec les Sangs et Ors, il marque le second but de sa carrière sur pénalty.

### Grandes années avec le Paris Saint-Germain (1992-1997)

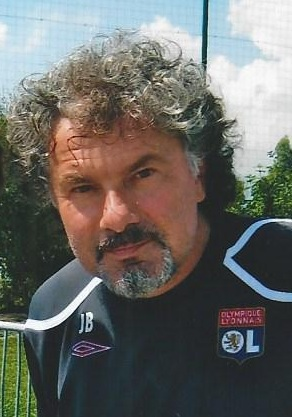
Lama prend la suite de l'idole Bats (ici en 2008) dans les buts parisiens.

Auréolé de sa belle saison lensoise, Lama atterrit au PSG et doit d'abord faire face aux sifflets du fait qu'il remplace Bats, l'idole du Parc des Princes. Avec patience, il réussit à convaincre les supporters parisiens. À Paris, il atteint le haut niveau aussi bien physique, technique que mental et est rapidement appelé en équipe de France par Gérard Houllier. Pour sa première année parisienne, il cumule 54 rencontres toutes compétitions confondues. Collectivement, le PSG fait des bons parcours dans les compétitions nationales en finissant deuxième du championnat à deux points de l'OM, tout en ayant la troisième meilleure défense avec 29 buts d'encaissés ex aequo avec Monaco et surtout en s'adjugeant la coupe de France aux dépens du FC Nantes sur le score de 3-0. De plus, Lama et ses coéquipiers effectuent une belle épopée en coupe UEFA en atteignant les demi-finales perdues 3-1 score cumulé contre la Juventus, futur vainqueur, après avoir éliminé le Real Madrid.
La saison 1993-1994 est tout aussi belle avec un titre de champion de France acquis avec huit points d'avance sur Marseille, tout en ayant la meilleure défense avec seulement 22 buts d'encaissés. Avoir été le gardien de la défense la plus imperméable de D1, vaut à Bernard d'être élu joueur français de l'année 1994. En plus du titre national, le PSG atteint les quarts de finale de la coupe de France (perdu 2-1 contre le RC Lens) et les demi-finales de la coupe des Coupes (perdue 2-1 score cumulé contre Arsenal).

Compositions des équipes lors de la finale de la Coupe d'Europe des vainqueurs de coupe gagnée par le PSG face au Rapid Vienne (1-0) en 1996.

Sous la houlette d'un nouvel entraîneur en la personne de Luis Fernandez, les Parisiens rajoutent deux trophées à leur palmarès la saison suivante avec les victoires dans les deux coupes nationales acquises respectivement contre le RC Strasbourg en coupe de France (1-0) et contre le SC Bastia en coupe de la Ligue (2-0). Par contre, le PSG ne réussit pas à conserver son titre de champion et finit que troisième à douze points de Nantes. Lama et ses coéquipiers atteignent pour la troisième année d'affilée les demi-finales d'une coupe d'Europe, qui est celle de la Ligue des Champions pour cette saison 1994-1995, perdue 3-0 score cumulé contre le Milan AC.
La saison 1995-1996 voit Lama être à deux doigts de remporter son deuxième titre national, mais son équipe ne finit que seconde à quatre points de l'AJ Auxerre, après avoir été en tête du classement avec douze points d'avance. L'ancien lillois se console en devenant champion d'Europe, puisqu'il s'adjuge la coupe des Coupes aux dépens du Rapid de Vienne, ce qui vaut au PSG d'être le second club français à remporter une coupe européenne après Marseille et sa Ligue des Champions en 1993. Pendant l'été 1996, Lama aura des envies d'ailleurs mais, malgré quelques touches avec le FC Barcelone, il n'y a rien de concret. en juillet il est finaliste des Matines brugeoises, en rentrant en jeu en deuxième période, en remplacement de Bruno Miriel.
L'arrivée du duo Ricardo-Joël Bats sur le banc de touche parisien fait retrouver un management plus souple au lieu de la rigueur sous l'ère Fernandez. Mais après avoir passé la saison précédente comme capitaine, ce n'est pas le cas en 1996-1997 du fait qu'il transmet le brassard à Raí. Il réalise une saison correcte avec 44 rencontres toutes compétitions confondues, malgré une blessure au genou droit contractée en septembre 1996 qui l'éloigne des terrains pendant quelques semaines. En février 1997, Lama est contrôlé positif au cannabis ce qui lui vaut une suspension de cinq mois dont deux ferme. Finalement, grâce aux différents appels qu'il fait, il peut terminer la saison avec le PSG mais ne peut disputer le Tournoi de France avec l'équipe de France au mois de juin 1997. Il participe ainsi à la seconde position acquise à douze points de Monaco et à la nouvelle finale de coupe des Coupes, perdue 1-0 contre le Barça.
Pendant le mercato estival de 1997, l'ancien Sang et Or entre en conflit avec la direction du PSG du fait que cette dernière veut travailler avec un nouveau gardien. Christophe Revault débarque dans la capitale ce qui l'amène à chercher une autre destination mais ne trouve jamais de club intéressant même si le Real Madrid et les Glasgow Rangers se renseignent. Alors il s'entraîne à part du groupe parisien jusqu'en décembre 1997, date à laquelle il s'engage avec West Ham en Premier League anglaise.

### Intermède au West Ham United (1997-1998)
L'expérience anglaise est délicate puisqu'il passe les deux premiers mois sur le banc de touche. Finalement, l'entraîneur Harry Redknapp décide de lui donner sa chance. Il accumule quatorze matchs toutes compétitions. Prêt à rester à West Ham, la direction ne compte pas sur lui et lui prouve en recrutant Shaka Hislop. Après des contacts avec Tottenham, à la surprise générale, il s'engage avec le PSG dont le nouveau président, Charles Biétry s'est mis en tête de le faire revenir à Paris.

### Retour au Paris Saint-Germain (1998-2000)

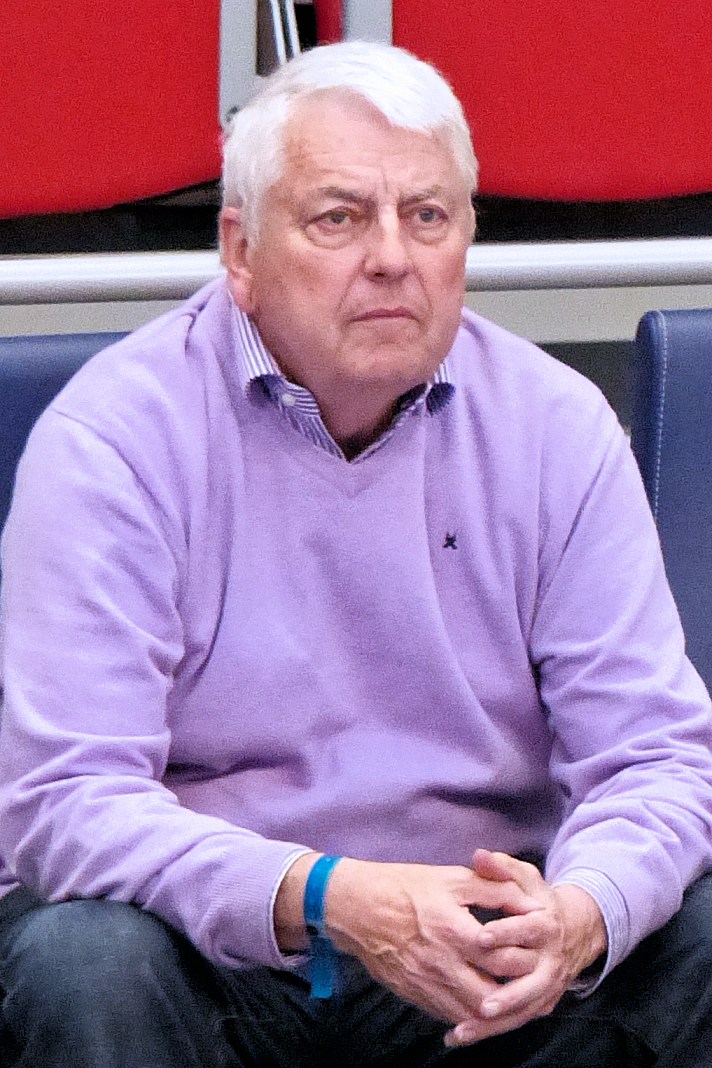
Charles Biétry fait revenir Lama au PSG.

De retour dans les cages parisiennes, il retrouve rapidement ses repères tout en montrant qu'à 35 ans il a encore ses réflexes félins et que ses sorties aériennes sont toujours efficaces. Il sauve le PSG à de nombreuses situations et reste le gardien titulaire des cages parisiennes malgré la présence de Dominique Casagrande. L'entraîneur Alain Giresse est limogé en octobre 1998 au profit d'Artur Jorge et ce dernier est remplacé par Philippe Bergeroo en mars 1999. Collectivement la saison 1998-1999 est donc délicate pour le club de la capitale avec une neuvième position finale acquise en championnat à quatre points du premier relégable.
Pour l'exercice suivant, il porte quelques fois le brassard de capitaine. Lama est dans une bonne forme même si les années commencent à peser sur son physique. L'année est mieux réussie que la précédente pour le PSG avec une seconde position en Ligue 1 à sept points de Monaco et une finale de coupe de la Ligue perdue 2-0 contre le FC Gueugnon. Avant la fin de la saison, Lama apprend que son contrat ne sera pas prolongé et ainsi, à la fin de son dernier match au Parc des Princes, est porté en triomphe par ses coéquipiers et acclamé par les supporters qui lui réservent de nombreux tifos et banderoles d'hommages,.

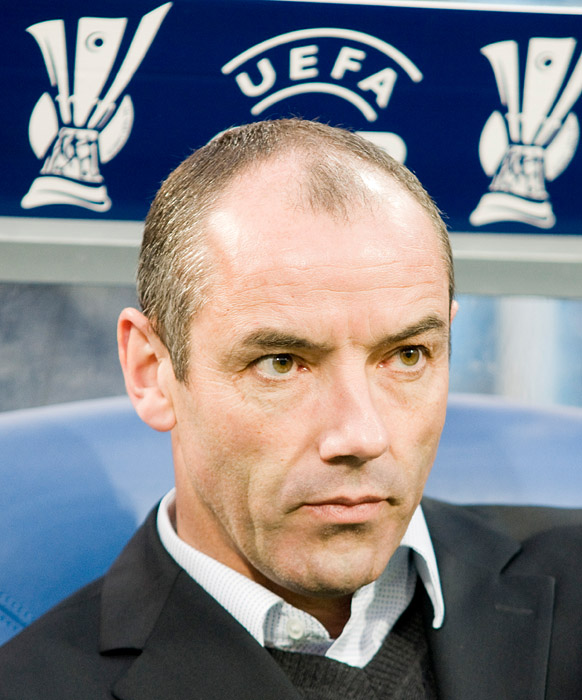
En 2000, Lama rejoint Le Guen à Rennes.

### Dernière saison au Stade rennais (2000-2001)
Pendant l'été 2000, il accepte le projet que lui propose le Stade rennais et retrouve son ancien équipier du PSG, Paul Le Guen, entraîneur des Rouges et Noirs. Avec un groupe de qualité mais jeune, les Bretons enregistrent des résultats mitigés mais redresseront la tête en fin d'exercice au point de finir sixième. À la suite de tensions avec les dirigeants de Rennes, son contrat n'est pas renouvelé. Il souhaite rejoindre le championnat brésilien, mais n'ayant reçu aucune offre, il annonce avant le début de la saison 2001/2002 qu'il met un terme définitif à sa carrière professionnelle. En mars 2002, il obtient le BEES 1er degré.
Durant le mois de mars 2003, à 39 ans, Bernard Lama effectue un bref essai à Birmingham City, tout comme Aleksander Klak, le club anglais réfléchit à engager un nouveau gardien pour la fin de saison à la suite d'une grave blessure du gardien titulaire, Nico Vaesen. Finalement, aucun des deux gardiens n'est retenu.
En 2022, le magazine So Foot le classe dans le top 1000 des meilleurs joueurs du championnat de France, à la 53e place.

## Carrière internationale

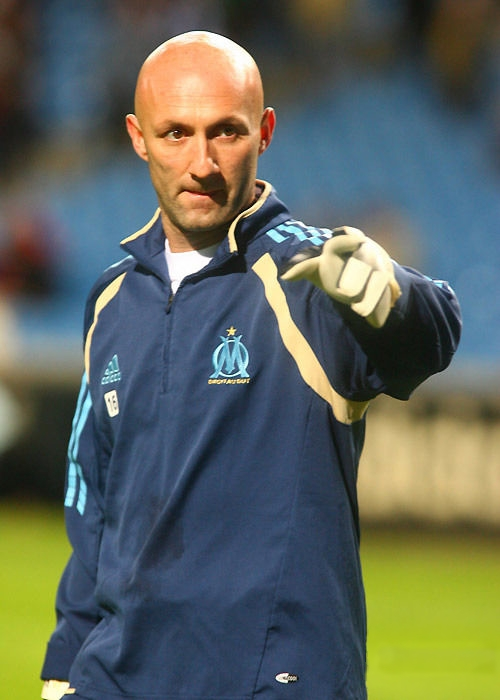
À partir de 1997, Lama est relégué sur le banc des Bleus par Barthez.

### Cauchemar bulgare et Euro 96
En février 1993, il honore sa première sélection nationale à Tel-Aviv contre Israël (victoire 4-0) dans le cadre des éliminatoires pour la Coupe du monde 1994, prenant la place de titulaire à Bruno Martini. Le 17 novembre suivant, il est dans le but tricolore pour le dernier et crucial match éliminatoire face à la Bulgarie mais ne peut rien sur un tir en force de l'attaquant bulgare Kostadinov qui scelle à la dernière seconde la défaite (1-2) et l'élimination des Bleus.
En 1996, il garde les cages tricolores pour l'Euro en Angleterre où il se fait remarquer en quart de finale lors de la séance des tirs au but en arrêtant des tirs des Pays-Bas. Mais les Bleus échouent en demi-finales contre la République tchèque aux tirs au but après un 0-0. La seule satisfaction pour Bernard est qu'il est élu meilleur gardien du tournoi. Il s'affirme comme l'un des meilleurs gardiens de but de la planète.

### Consécration à la coupe du monde 1998
À la suite d'une blessure au genou et d'une suspension de deux mois pour usage de cannabis, il perd sa place en équipe de France pendant l'été 1997 pour le Tournoi de France.
Écarté du PSG, Lama doit attendre plusieurs semaines pour enfin conquérir une place de titulaire à West Ham et retrouver le contact avec l'équipe de France. Mais s'il est bien présent dans la liste des 22 joueurs convoqués par Aimé Jacquet pour disputer la Coupe du monde 1998, c'est en tant que doublure de Fabien Barthez, le nouveau gardien titulaire. Lama est ainsi sacré champion du monde sans disputer le moindre match. Il est même au cœur d'une petite polémique en refusant de jouer le dernier match du premier tour, sans véritable enjeu, et au cours duquel Jacquet a fait jouer les remplaçants contre le Danemark. Jacquet affirmera plus tard dans son livre que Lama avait refusé de jouer cette rencontre pour éviter de mettre la pression sur Barthez. À ce sujet, Lama déclare : « Je ne choisis pas de ne pas jouer, je choisis de gagner. Il était hors de question que je sois un sujet perturbant pour le groupe ; les deux gardiens pouvaient perdre dans cette histoire. Tout ce que j’aurais pu dire aurait été détourné et modifié par la presse. En outre, Fabien n’avait pas d’expérience en compétition internationale ». Il affirme cependant que le choix de Barthez était plus politique que sportif : « Barthez, c'est un bon soldat ! Il est blanc, pas très intelligent, il ne fait pas trop d'histoires [...] Barthez a été un symbole de la lutte anti-Lama: des joueurs voulaient me sortir et des médias ont joué le jeu de Barthez ». 
Roger Lemerre, successeur d'Aimé Jacquet, n'appellera jamais Lama comme remplaçant, jusqu'à l'Euro 2000. Ce sont Lionel Letizi, Ulrich Ramé ou Stéphane Porato qui auront la charge de doublure de Fabien Barthez. Entre les deux compétitions, le Parisien jouera tout de même cinq matchs, pour sept buts encaissés.

### Champion d'Europe en 2000
En 2000, il ajoute un nouveau titre international à son palmarès en remportant l'Euro 2000. De nouveau doublure de Fabien Barthez, il accepte cette fois de disputer le dernier match du premier tour sans enjeu, contre les Pays-Bas. L'Euro est sa dernière compétition disputée avec l'Équipe de France.
En septembre 2000, il joue son dernier match avec l'équipe de France face à l'Angleterre en même temps que Didier Deschamps et Laurent Blanc alors que, lui, n'a pas annoncé sa retraite internationale.

## Style de jeu
Bernard Lama hérite très tôt de son surnom de Chat pour son agilité hors du commun. Au FC Metz, alors âgé de 26 ans, Bernard Lama arrive en provenance de Lille avec une réputation déjà flatteuse. « Pour l’anecdote, Bernard a débuté ses premiers matches sans les gants », se souvient Bernard Zénier, attaquant grenat à l’époque. « Il avait été efficace d’ailleurs, renchérit Philippe Gaillot. Bernard Lama avait une forte personnalité, l’âme d’un leader, et était assez facile à vivre ». Une seule saison avec Metz, qui finit 14e lors de cette saison 1989-1990. « Il avait fait une bonne saison, ajoute l’ancien arrière gauche. On commençait à voir ses points forts, notamment dans l’anticipation ». Capable de parades spectaculaires, mais également de sorties aériennes autoritaires, dans un style tout en souplesse, il est champion de France en 1994 où il hérite du titre de meilleur gardien de France.
Il est un gardien aérien à la détente féline et au sens aigu de l'anticipation dont les sorties aériennes révolutionnent le poste. Lucide et rassurant pour son équipe, il se montre efficace en toutes circonstances. Son charisme et son autorité font de lui un guide pour la défense. Son point faible est sa prise de risque balle au pied.

## Statistiques

### Générales
| Saison                | Club                  | Championnat           | Championnat | Championnat | Coupe nationale | Coupe nationale | Coupe de la Ligue | Coupe de la Ligue | Supercoupe | Supercoupe | Compétition(s) continentale(s) | Compétition(s) continentale(s) | Compétition(s) continentale(s) | Supercoupe UEFA | Supercoupe UEFA | France | France | Total | Total |
| Saison                | Club                  | Division              | M.          | B.          | M.              | B.              | M.                | B.                | M.         | B.         | Comp.                          | M.                             | B.                             | M.              | B.              | M.     | B.     | M.    | B.    |
| 1982-1983             | SC Abbeville (prêt)   | D2                    | -           | -           | -               | -               | -                 | -                 | -          | -          | -                              | -                              | -                              | -               | -               | -      | -      | 0     | 0     |
| 1983-1984             | RCFC Besançon (prêt)  | D2                    | 23          | -           | 7               | -               | -                 | -                 | -          | -          | -                              | -                              | -                              | -               | -               | -      | -      | 30    | 0     |
| 1984-1985             | Lille OSC             | D1                    | -           | -           | -               | -               | -                 | -                 | -          | -          | -                              | -                              | -                              | -               | -               | -      | -      | 0     | 0     |
| 1985-1986             | Lille OSC             | D1                    | 2           | -           | -               | -               | -                 | -                 | -          | -          | -                              | -                              | -                              | -               | -               | -      | -      | 2     | 0     |
| 1986-1987             | Lille OSC             | D1                    | 29          | -           | 3               | -               | -                 | -                 | -          | -          | -                              | -                              | -                              | -               | -               | -      | -      | 32    | 0     |
| 1987-1988             | Lille OSC             | D1                    | 36          | -           | 7               | -               | -                 | -                 | -          | -          | -                              | -                              | -                              | -               | -               | -      | -      | 43    | 0     |
| 1988-1989             | Lille OSC             | D1                    | 36          | 1           | 5               | -               | -                 | -                 | -          | -          | -                              | -                              | -                              | -               | -               | -      | -      | 41    | 1     |
| Sous-total            | Sous-total            | Sous-total            | 126         | 1           | 22              | 0               | 0                 | 0                 | 0          | 0          | -                              | 0                              | 0                              | 0               | 0               | 0      | 0      | 148   | 1     |
| 1989-1990             | FC Metz               | D1                    | 38          | -           | 3               | -               | -                 | -                 | -          | -          | -                              | -                              | -                              | -               | -               | -      | -      | 41    | 0     |
| 1990-1991             | Brest Armorique FC    | D1                    | 38          | -           | 3               | -               | -                 | -                 | -          | -          | -                              | -                              | -                              | -               | -               | -      | -      | 41    | 0     |
| 1991-1992             | RC Lens               | D1                    | 36          | 1           | 2               | -               | -                 | -                 | -          | -          | -                              | -                              | -                              | -               | -               | -      | -      | 38    | 1     |
| Sous-total            | Sous-total            | Sous-total            | 112         | 1           | 8               | 0               | 0                 | 0                 | 0          | 0          | -                              | 0                              | 0                              | 0               | 0               | 0      | 0      | 120   | 1     |
| 1992-1993             | Paris Saint-Germain   | D1                    | 38          | -           | 6               | -               | -                 | -                 | -          | -          | C3                             | 10                             | -                              | -               | -               | 3      | -      | 57    | 0     |
| 1993-1994             | Paris Saint-Germain   | D1                    | 37          | -           | 4               | -               | -                 | -                 | -          | -          | C2                             | 8                              | -                              | -               | -               | 8      | -      | 57    | 0     |
| 1994-1995             | Paris Saint-Germain   | D1                    | 36          | -           | 6               | -               | 1                 | -                 | -          | -          | C1                             | 12                             | -                              | -               | -               | 8      | -      | 63    | 0     |
| 1995-1996             | Paris Saint-Germain   | D1                    | 34          | -           | 2               | -               | -                 | -                 | 1          | -          | C2                             | 7                              | -                              | -               | -               | 14     | -      | 58    | 0     |
| 1996-1997             | Paris Saint-Germain   | D1                    | 32          | -           | 2               | -               | 1                 | -                 | -          | -          | C2                             | 7                              | -                              | 2               | -               | 2      | -      | 46    | 0     |
| 1997-1998             | Paris Saint-Germain   | D1                    | -           | -           | -               | -               | -                 | -                 | -          | -          | -                              | -                              | -                              | -               | -               | -      | -      | 0     | 0     |
| Sous-total            | Sous-total            | Sous-total            | 177         | 0           | 20              | 0               | 2                 | 0                 | 1          | 0          | -                              | 44                             | 0                              | 2               | 0               | 35     | 0      | 281   | 0     |
| 1997-1998             | West Ham United       | PL                    | 12          | -           | 2               | -               | -                 | -                 | -          | -          | -                              | -                              | -                              | -               | -               | 2      | -      | 16    | 0     |
| 1998-1999             | Paris Saint-Germain   | D1                    | 32          | -           | 2               | -               | -                 | -                 | -          | -          | C2                             | 2                              | -                              | -               | -               | 3      | -      | 39    | 0     |
| 1999-2000             | Paris Saint-Germain   | D1                    | 33          | -           | 3               | -               | -                 | -                 | -          | -          | -                              | -                              | -                              | -               | -               | 3      | -      | 39    | 0     |
| 2000-2001             | Stade rennais FC      | D1                    | 32          | -           | 2               | -               | 1                 | -                 | -          | -          | -                              | -                              | -                              | -               | -               | 1      | -      | 36    | 0     |
| Sous-total            | Sous-total            | Sous-total            | 109         | 0           | 9               | 0               | 1                 | 0                 | 0          | 0          | -                              | 2                              | 0                              | 0               | 0               | 7      | 0      | 128   | 0     |
| Total sur la carrière | Total sur la carrière | Total sur la carrière | 524         | 2           | 59              | 0               | 3                 | 0                 | 1          | 0          | -                              | 48                             | 0                              | -               | -               | 44     | 0      | 679   | 2     |

### Matchs internationaux
| Matchs internationaux de Bernard Lama | Matchs internationaux de Bernard Lama | Matchs internationaux de Bernard Lama          | Matchs internationaux de Bernard Lama | Matchs internationaux de Bernard Lama | Matchs internationaux de Bernard Lama   | Matchs internationaux de Bernard Lama                     |
| #                                     | Date                                  | Lieu                                           | Adversaire                            | Résultat                              | Compétition                             | Notes                                                     |
| ------------------------------------- | ------------------------------------- | ---------------------------------------------- | ------------------------------------- | ------------------------------------- | --------------------------------------- | --------------------------------------------------------- |
| 1                                     | 17 février 1993                       | Stade Ramat Gan, Tel Aviv, Israël              | Israël                                | V 4 - 0                               | Éliminatoires de la Coupe du monde 1994 | Titulaire.                                                |
| 2                                     | 27 mars 1993                          | Stade Ernst-Happel, Vienne, Autriche           | Autriche                              | V 1 - 0                               | Éliminatoires de la Coupe du monde 1994 | Titulaire.                                                |
| 3                                     | 28 avril 1993                         | Parc des Princes, Paris, France                | Suède                                 | V 2- 1                                | Éliminatoires de la Coupe du monde 1994 | Titulaire.                                                |
| 4                                     | 28 juillet 1993                       | Stade Michel-d'Ornano, Caen, France            | Russie                                | V 3 - 1                               | Match amical                            | Entre en jeu à la place de Bruno Martini à la 46e minute. |
| 5                                     | 22 août 1993                          | Stade Råsunda, Solna, Suède                    | Suède                                 | N 1 - 1                               | Éliminatoires de la Coupe du monde 1994 | Titulaire.                                                |
| 6                                     | 8 septembre 1993                      | Stade Ratina, Tampere, Finlande                | Finlande                              | V 2 - 0                               | Éliminatoires de la Coupe du monde 1994 | Titulaire.                                                |
| 7                                     | 13 octobre 1993                       | Parc des Princes, Paris, France                | Israël                                | D 2 - 3                               | Éliminatoires de la Coupe du monde 1994 | Titulaire.                                                |
| 8                                     | 17 novembre 1993                      | Parc des Princes, Paris, France                | Bulgarie                              | D 1 - 2                               | Éliminatoires de la Coupe du monde 1994 | Titulaire.                                                |
| 9                                     | 16 février 1994                       | Stade San Paolo, Naples, Italie                | Italie                                | V 1 - 0                               | Match amical                            | Titulaire.                                                |
| 10                                    | 22 mars 1994                          | Stade de Gerland, Lyon, France                 | Chili                                 | V 3 - 1                               | Match amical                            | Titulaire.                                                |
| 11                                    | 29 mai 1994                           | Stade olympique national, Tokyo, Japon         | Japon                                 | V 4 - 1                               | Match amical                            | Titulaire.                                                |
| 12                                    | 17 août 1994                          | Parc Lescure, Bordeaux, France                 | Tchéquie                              | N 2 - 2                               | Match amical                            | Titulaire.                                                |
| 13                                    | 7 septembre 1994                      | Tehelné pole, Bratislava, Slovaquie            | Slovaquie                             | N 0 - 0                               | Éliminatoires de l'Euro 1996            | Titulaire.                                                |
| 14                                    | 8 octobre 1994                        | Stade Geoffroy-Guichard, Saint-Étienne, France | Roumanie                              | N 0 - 0                               | Éliminatoires de l'Euro 1996            | Titulaire.                                                |
| 15                                    | 16 novembre 1994                      | Stade Górnik, Zabrze, Pologne                  | Pologne                               | N 0 - 0                               | Éliminatoires de l'Euro 1996            | Titulaire.                                                |
| 16                                    | 13 décembre 1994                      | Stade Hüseyin-Avni-Aker, Trabzon, Turquie      | Azerbaïdjan                           | V 2 - 0                               | Éliminatoires de l'Euro 1996            | Titulaire.                                                |
| 17                                    | 18 janvier 1995                       | Stade de Galgenwaard, Utrecht, Pays-Bas        | Pays-Bas                              | V 1 - 0                               | Match amical                            | Titulaire.                                                |
| 18                                    | 29 mars 1995                          | Stade Ramat Gan, Tel Aviv, Israël              | Israël                                | N 0 - 0                               | Éliminatoires de l'Euro 1996            | Titulaire.                                                |
| 19                                    | 26 avril 1995                         | Stade de la Beaujoire, Nantes, France          | Slovaquie                             | V 4 - 0                               | Éliminatoires de l'Euro 1996            | Titulaire.                                                |
| 20                                    | 22 juillet 1995                       | Ullevaal Stadion, Oslo, Norvège                | Norvège                               | N 0 - 0                               | Match amical                            | Titulaire.                                                |
| 21                                    | 16 août 1995                          | Parc des Princes, Paris, France                | Pologne                               | N 1 - 1                               | Éliminatoires de l'Euro 1996            | Titulaire.                                                |
| 22                                    | 6 septembre 1995                      | Stade de l'Abbé-Deschamps, Auxerre, France     | Azerbaïdjan                           | V 10 - 0                              | Éliminatoires de l'Euro 1996            | Titulaire.                                                |
| 23                                    | 15 novembre 1995                      | Stade Michel-d'Ornano, Caen, France            | Israël                                | V 2 - 0                               | Éliminatoires de l'Euro 1996            | Titulaire.                                                |
| 24                                    | 24 janvier 1996                       | Parc des Princes, Paris, France                | Portugal                              | V 3 - 2                               | Match amical                            | Titulaire.                                                |
| 25                                    | 21 février 1996                       | Stade des Costières, Nîmes, France             | Grèce                                 | V 3 - 1                               | Match amical                            | Titulaire.                                                |
| 26                                    | 27 mars 1996                          | Stade Roi Baudouin, Bruxelles, Belgique        | Belgique                              | V 2 - 0                               | Match amical                            | Titulaire.                                                |
| 27                                    | 1er juin 1996                         | Gottlieb-Daimler-Stadion, Stuttgart, Allemagne | Allemagne                             | V 1 - 0                               | Match amical                            | Titulaire.                                                |
| 28                                    | 5 juin 1996                           | Stadium Nord, Villeneuve-d'Ascq, France        | Arménie                               | V 2 - 0                               | Match amical                            | Titulaire.                                                |
| 29                                    | 10 juin 1996                          | St James' Park, Newcastle, Angleterre          | Roumanie                              | V 1 - 0                               | Premier tour de l'Euro 1996             | Titulaire.                                                |
| 30                                    | 15 juin 1996                          | Elland Road, Leeds, Angleterre                 | Espagne                               | N 1 - 1                               | Premier tour de l'Euro 1996             | Titulaire.                                                |
| 31                                    | 18 juin 1996                          | St James' Park, Newcastle, Angleterre          | Bulgarie                              | V 3 - 1                               | Premier tour de l'Euro 1996             | Titulaire.                                                |
| 32                                    | 22 juin 1996                          | Anfield, Liverpool, Angleterre                 | Pays-Bas                              | N 0 - 0 5-4 t.a.b                     | Quart de finale de l'Euro 1996          | Titulaire.                                                |
| 33                                    | 26 juin 1996                          | Old Trafford, Manchester, Angleterre           | Tchéquie                              | N 0 - 0 5-6 t.a.b                     | Demi-finale de l'Euro 1996              | Titulaire.                                                |
| 34                                    | 31 août 1996                          | Parc des Princes, Paris, France                | Mexique                               | V 2 - 0                               | Match amical                            | Titulaire.                                                |
| 35                                    | 26 février 1997                       | Parc des Princes, Paris, France                | Pays-Bas                              | V 2 - 1                               | Match amical                            | Titulaire.                                                |
| 36                                    | 22 avril 1998                         | Stade Råsunda, Stockholm, Suède                | Suède                                 | N 0 - 0                               | Match amical                            | Titulaire.                                                |
| 37                                    | 29 mai 1998                           | Stade Mohammed-V, Casablanca, Maroc            | Maroc                                 | N 2 - 2 5-6 t.a.b                     | Tournoi Hassan II 1998                  | Titulaire.                                                |
| 38                                    | 19 août 1998                          | Stade Ernst-Happel, Vienne, Autriche           | Autriche                              | N 2 - 2                               | Match amical                            | Titulaire.                                                |
| 39                                    | 10 octobre 1998                       | Stade Loujniki, Moscou, Russie                 | Russie                                | V 3 - 2                               | Éliminatoires de l'Euro 2000            | Titulaire.                                                |
| 40                                    | 14 octobre 1998                       | Stade de France, Saint-Denis, France           | Andorre                               | V 2 - 0                               | Éliminatoires de l'Euro 2000            | Titulaire.                                                |
| 41                                    | 9 octobre 1999                        | Stade de France, Saint-Denis, France           | Islande                               | V 3 - 2                               | Éliminatoires de l'Euro 2000            | Titulaire.                                                |
| 42                                    | 6 juin 2000                           | Stade Mohammed-V, Casablanca, Maroc            | Maroc                                 | V 5 - 1                               | Tournoi Hassan II 2000                  | Titulaire.                                                |
| 43                                    | 21 juin 2000                          | Amsterdam ArenA, Amsterdam, Pays-Bas           | Pays-Bas                              | D 2 - 3                               | Premier tour de l'Euro 2000             | Titulaire.                                                |
| 44                                    | 16 août 2000                          | Stade Vélodrome, Marseille, France             | Sélection FIFA                        | V 5 - 1                               | Match amical                            | Titulaire.                                                |

## Palmarès

### En club
Avec le Paris Saint-Germain, il remporte la Coupe d'Europe des Vainqueurs de Coupe en 1996, le Championnat de France en 1994 et la Coupe de France en 1993 et 1995, la Coupe de la Ligue en 1995, le Trophée des Champions en 1995. Il est finaliste de la Supercoupe d'Europe en 1996 et de la Coupe d'Europe des Vainqueurs de Coupe en 1997.
Il remporte tout au long de sa carrière en club, divers tournois saisonniers et amicaux comme le Tournoi de Paris en 1993. Il est finaliste des Matines brugeoises en 1996.

### En équipe de France
Bernard Lama honore 44 sélections entre 1993 et 2000 et sera 2 fois capitaine.
Avec l'équipe de France, il remporte la Coupe Kirin en 1994, le tournoi Hassan II en 1998, la Coupe du Monde en 1998, le tournoi Hassan II en 2000 et le Championnat d'Europe des Nations en 2000.

### En équipe FIFA
Il honore 2 sélections face à l'Australie à Sydney en 1999 et face à la Bosnie à Sarajevo en 2000.

## Distinctions individuelles et records
Sous le maillot du Paris Saint-Germain, il est élu meilleur joueur français France Football en 1994 et membre de l'équipe-type de ceux qui ont marqué l'histoire du Paris Saint-Germain par So Foot en 2017.
Avec l'équipe de France, il est élu homme du match contre les Pays-Bas lors de l'Euro 1996, élu Gardien d'or France Football en 2000. Il est membre de l'équipe de l'année World Soccer Awards avec l'équipe de France en 1998 et 2000 et membre de l'équipe européenne de l'année France Football avec l'équipe de France en 1998 et 2000. Il est Membre de l'équipe de France qui finit 1re au classement FIFA des équipes européennes, en 1998 et 2000. Il est membre de l'équipe de France alignant 30 matchs sans défaite entre février 1994 et octobre 1996.
Il a également reçu l’Étoile d'or France Football pour la saison 1999-2000.

## Reconversion
Dès sa fin de carrière, Lama rentre habiter en Guyane française. Il suit son club formateur de l’Union sportive de Montjoly. En 2015, il doit reprendre du service pour sauver son équipe de la relégation. À plus de 50 ans, il renfile les gants et joue le match presque entier avant de se blesser à 20 minutes de la fin.
Le 21 juillet 2006, il devient le sélectionneur de l'équipe du Kenya, poste qu'il quitte deux mois plus tard, dénonçant le désordre régnant au sein de la fédération kényane.
Il consacre ensuite une grande partie de son temps à l'Institut Diambars qu'il a créée avec des copains sportifs (dont Patrick Vieira, Jimmy Adjovi-Boco). L'objectif de cette association est de profiter de l'engouement de la jeunesse pour le foot pour promouvoir l'éducation en Europe et dans les pays en développement. Cette association a créé deux instituts de foot de haut niveau accessibles aux enfants désavantagés, l'un au Sénégal (Saly) en 2003 et l'autre en Afrique du Sud en préparation du Mondial 2010. Il a pour projet d'en créer un en Guyane.
En avril 2011, un stade Bernard-Lama est inauguré, en sa présence, au cœur du parc départemental de Villetaneuse (Seine-Saint-Denis). En juin 2011, Bernard Lama organise son Jubilé « Jubilama » au Parc des Princes. Cette journée est au profit de son association Diambar et se compose de trois matchs de 45 minutes entre trois équipes : France 98, PSG 90's et « BlackStars International ». Enfin, ses anciens coéquipiers défient Bernard pour une ultime séance de tirs au but.
En 2012, il crée Dilo une entreprise d'eau minérale et de source. Deux ans plus tard, l'usine produit un tiers de l'eau vendue en Guyane.
En 2014-2015, il apparait dans la série française Frères d'armes, série télévisée historique de Rachid Bouchareb et Pascal Blanchard (présentation de Cherif Cadi).
Il est également manager général de l'équipe de Guyane française, non affiliée la FIFA, mais adhèrente de la CONCACAF, ce qui lui permet de disputer la Gold Cup. Il promeut également la croissance du sport en Guyane, notamment dans l'optique d'accueillir des délégations préparant les Jeux olympiques d'été de 2016 de Rio de Janeiro au Brésil.

## Décorations
- Chevalier de la Légion d'honneur (décret du 24 juillet 1998)[1]